# Gerhard Brembach
Gerhard Brembach – wschodnioniemiecki kierowca wyścigowy i rajdowy.

## Biografia
W sezonie 1954 zadebiutował BMW Eigenbau we Wschodnioniemieckiej Formule 3. W tej serii uczestniczył do 1958 roku, startując w 17 wyścigach. Następnie uczestniczył w rajdach samochodowych, zdobywając wicemistrzostwo NRD w kl. do 1000 cm³ w 1965 roku. Rywalizował również w eliminacjach mistrzostw Europy, takich jak Rajd Polski i Rajd Vltava.

## Wyniki we Wschodnioniemieckiej Formule 3
| Legenda oznaczeń w tabelach wyników Wyświetl szablon na nowej stronie | Legenda oznaczeń w tabelach wyników Wyświetl szablon na nowej stronie                                                                     |
| Oznaczenie                                                            | Wyjaśnienie |
| --------------------------------------------------------------------- | --- |
| Złoty                                                                 | Zwycięzca lub mistrzostwo |
| Srebrny                                                               | 2. miejsce lub wicemistrzostwo |
| Brązowy                                                               | 3. miejsce lub II wicemistrzostwo |
| Zielony                                                               | Ukończył, punktował (w klasyfikacji generalnej, gdy zdobył co najmniej jeden punkt na przestrzeni sezonu, poza trzema powyższymi opcjami) |
| Niebieski                                                             | Ukończył, nie punktował (w klasyfikacji generalnej, gdy nie zdobył co najmniej jednego punktu na przestrzeni sezonu)                      |
| Czerwony                                                              | Nie zakwalifikował się (NZ) |
| Czerwony                                                              | Nie prekwalifikował się (NPK) |
| Różowy                                                                | Nie ukończył (NU) |
| Różowy                                                                | Niesklasyfikowany (NS) (w klasyfikacji generalnej, gdy nie został sklasyfikowany w żadnym wyścigu sezonu)                                 |
| Czarny                                                                | Zdyskwalifikowany (DK) |
| Czarny                                                                | Wykluczony (WYK/EX) |
| Biały                                                                 | Nie wystartował (NW) |
| Biały                                                                 | Kontuzjowany (K/INJ) |
| Biały                                                                 | Wyścig odwołany (OD/C) |
| Bez koloru                                                            | Został wycofany (WYC/WD) |
| Bez koloru                                                            | Nie przybył (NP/DNA) |
| Bez koloru                                                            | Nie brał udziału w treningach (NT/DNP) |
| Bez koloru                                                            | Nie został zgłoszony (–) |
| Pogrubienie                                                           | Start z pole position |
| Kursywa                                                               | Najszybsze okrążenie wyścigu |
| †                                                                     | Nie ukończył, ale jego rezultat został zaliczony ze względu na przejechanie więcej niż 90% dystansu wyścigu.                              |
| *                                                                     | Sezon w trakcie |
| 1/2/3                                                                 | Punktowana pozycja w sprincie kwalifikacyjnym                                                                                             |
| Lista systemów punktacji Formuły 1                                    | |

| Rok  | Zespół               | Samochód     | Silnik | Wyniki w poszczególnych eliminacjach | Wyniki w poszczególnych eliminacjach | Wyniki w poszczególnych eliminacjach | Wyniki w poszczególnych eliminacjach | Wyniki w poszczególnych eliminacjach | Wyniki w poszczególnych eliminacjach | Pkt. | Msc. |
| ---- | -------------------- | ------------ | ------ | ------------------------------------ | ------------------------------------ | ------------------------------------ | ------------------------------------ | ------------------------------------ | ------------------------------------ | ---- | ---- |
| 1954 |                      |              |        |                                      |                                      |                                      |                                      |                                      |                                      | 0    | NS   |
| 1954 | BSG Motor Immelborn  | BMW Eigenbau | BMW    | -                                    | -                                    | ?                                    | -                                    |                                      |                                      | 0    | NS   |
| 1955 |                      |              |        |                                      |                                      |                                      |                                      |                                      |                                      | 0    | NS   |
| 1955 | BSG Motor Immelborn  | BMW Eigenbau | BMW    | -                                    | ?                                    | ?                                    | -                                    |                                      |                                      | 0    | NS   |
| 1955 | BSG Aktivist Merkers | BMW Eigenbau | BMW    | -                                    | -                                    | -                                    | NU                                   |                                      |                                      | 0    | NS   |
| 1956 |                      |              |        |                                      |                                      |                                      |                                      |                                      |                                      | 0    | NS   |
| 1956 | BSG Aktivist Merkers | BMW Eigenbau | BMW    | ?                                    | ?                                    | 4                                    | ?                                    |                                      |                                      | 0    | NS   |
| 1957 |                      |              |        |                                      |                                      |                                      |                                      |                                      |                                      | 0    | NS   |
| 1957 | BSG Aktivist Merkers | BMW Eigenbau | BMW    | ?                                    | ?                                    | -                                    | ?                                    |                                      |                                      | 0    | NS   |
| 1958 |                      |              |        |                                      |                                      |                                      |                                      |                                      |                                      | 0    | NS   |
| 1958 | MC Meiningen         | BMW Eigenbau | BMW    | 8                                    | ?                                    | ?                                    | 5                                    | NU                                   | ?                                    | 0    | NS   |